# Solone, Novopskov
Solone (în ucraineană Солоне) este un sat în comuna Hannusivka din raionul Novopskov, regiunea Luhansk, Ucraina.

## Demografie
Componența lingvistică a localității Solone
     Ucraineană (85,71%)
     Rusă (14,29%)
Conform recensământului din 2001, majoritatea populației localității Solone era vorbitoare de ucraineană (85,71%), existând în minoritate și vorbitori de rusă (14,29%).